# Tokmatski
Tokmatski (en rus: Токмацкий) és un poble (un khútor) de l'óblast de Rostov, a Rússia, segons el cens del 2010 tenia 374 habitants, pertany al municipi de Krasnoarmeiski.